# Nhóm Triển khai Chiến tranh Đặc biệt Hải quân Hoa Kỳ
United States Naval Special Warfare Development Group (Liên đoàn Phát triển Chiến Tranh Đặc biệt Hải quân Hoa Kỳ/Nhóm Triển khai Chiến tranh Đặc biệt Hải quân Hoa Kỳ) hay gọn hơn NSWDG hay DEVGRU, còn được biết đến bằng tên cũ SEAL Team 6 (SEAL Đội 6) là tên của đội đột kích chống khủng bố của Hải quân Hoa Kỳ, nổi tiếng nhất với vụ tiêu diệt thành công trùm khủng bố Osama Bin Laden. DEVGRU là Đơn vị Nhiệm vụ Đặc biệt (Special Mission Unit) của Bộ Tư lệnh Chiến dịch Đặc biệt Hoa Kỳ (JSOC), cùng với Lực lượng Delta, Đại đội Trinh sát Trung đoàn Biệt động quân 75 (75th Ranger Regiment - Regimental Reconnaissance Company) và Ban Hỗ trợ Tình báo (Intelligence Support Activity) của Lục quân, Phi đội Tác chiến Đặc biệt 24 (24th Special Tactics Squadron) của Không quân.

## Lịch sử

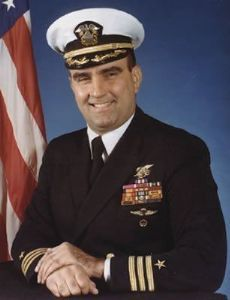
Richard Marcinko, nhà sáng lập SEAL Đội 6

SEAL Team 6 được thành lập sau thất bại trong Chiến dịch Eagle Claw. Sau thất bại đó, theo đề nghị của Đại tá Charles Beckwith, tư lệnh Lực lượng Delta., Bộ Tư lệnh Chiến dịch Đặc biệt Liên quân (Joint Special Operations Command), và một đơn vị Navy SEAL chuyên công tác chống khủng bố sẽ được thành lập để thực hiện nhiệm vụ trên biển, phối hợp với Delta. Một sĩ quan SEAL là Trung tá Richard Marcinko, tư lệnh SEAL Đội 2, đã nhận lấy trọng trách đó theo lệnh của Tham mưu trưởng Hải quân, và thành công đề xuất việc thành lập một đơn vị chống khủng bố chuyên biệt của Hải quân. Richard Marcinko cũng là một trong 2 sĩ quan Hải quân cho một ban lãnh đạo tác chiến của Hội đồng Tham mưu trưởng Liên quân Hoa Kỳ Đội Tác chiến Chống Khủng bố (Terrorist Action Team), có nhiệm vụ lên kế hoạch giải cứu con tin Mỹ ở Iran. Khi đó, có hai đơn vị SEAL, SEAL Đội 1 ở Coronado, California và SEAL Đội 2 ở Virginia Beach, Virginia. Trước khi Chiến dịch Eagle Claw diễn ra, cả 2 đơn vị đã bắt đầu công tác đào tạo chống khủng bố. Toàn bộ 12 trung đội (platoon) của SEAL Đội 1 đã hoàn thành công tác đào tạo chống khủng bố trước khi Chiến dịch Eagle Claw diễn ra. SEAL Đội 2 dành ra 2 trung đội đảm nhiệm công tác chống khủng bố, gọi là Mobility 6. Tháng 10/1980, SEAL Đội 6 được thành lập và Mobility 6 bị giải tán. Marcinko tuyển người từ các đội SEAL, các Đội Bộc phá Người nhái (Underwater Demolition Team), và Đội Thuyền Đặc biệt (Special Boat Team), và đặc biệt là nhiều người từ Mobility 6 thuộc SEAL Đội 2 do Marcinko lãnh đạo và đã được đào tạo chống khủng bố, nhờ thế SEAL Đội 6 được tuyên bố sẵn sàng chiến đấu chỉ sau 6 tháng.

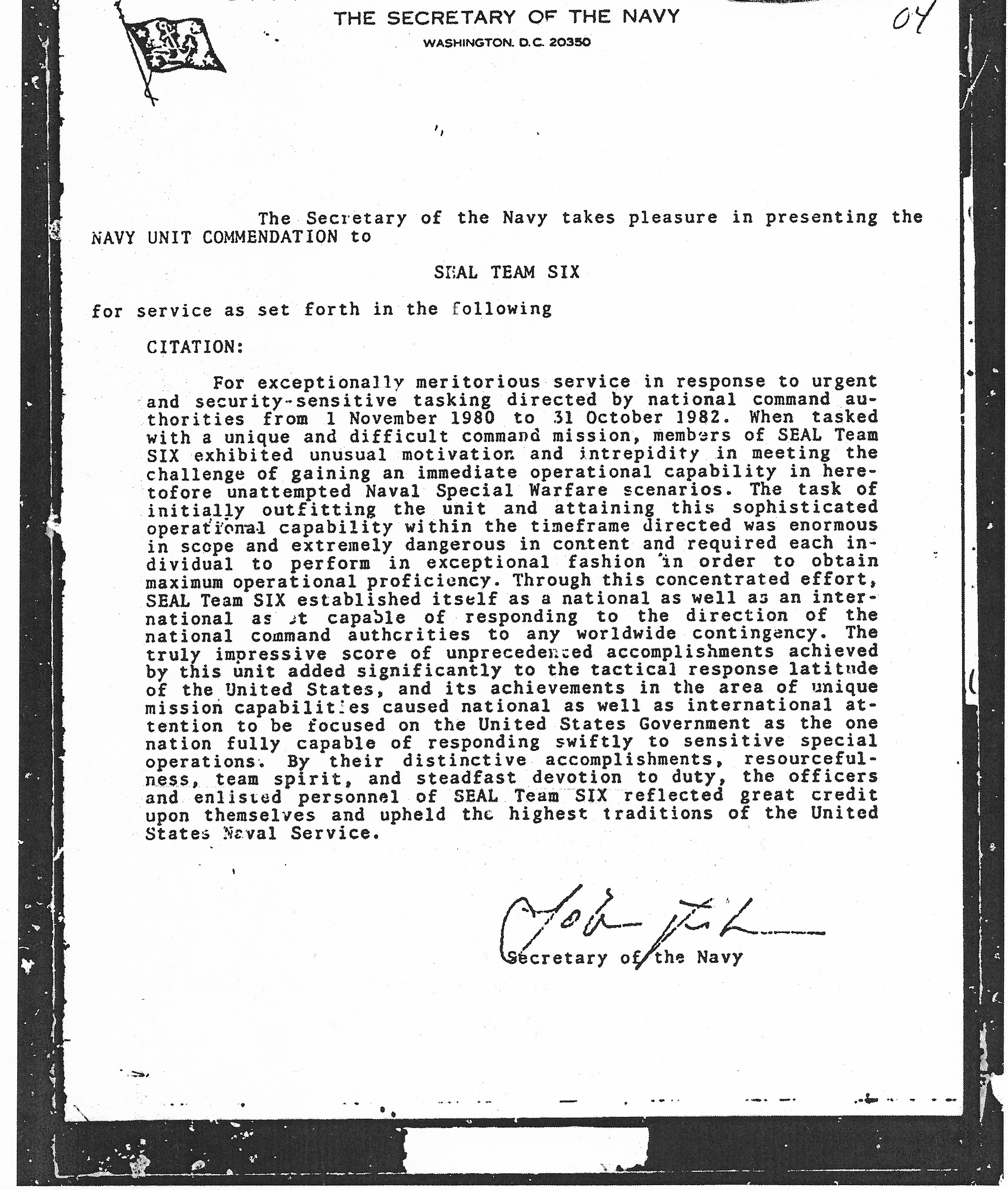
Văn bản chú thích cho Huân chương Khen thưởng Đơn vị Hải quân (Navy Unit Commendation) trao tặng SEAL Đội 6 năm 1982.

Trong thập niên 1980, các chiến dịch tiêu biểu của SEAL Đội 6 bao gồm giải cứu Thống đốc Sir Paul Scoon khỏi Grenada và chiếm đài phát thanh trong Chiến dịch Urgent Fury. Năm 1983, Marcinko bị buộc thôi nhiệm sở, và ông cùng nhiều người trong SEAL Đội 6 thành lập Red Cell, đơn vị đặc nhiệm vào vai khủng bố để kiểm tra mức độ an ninh của các căn cứ quân sự Mỹ. Năm 1987, SEAL Đội 6 bị giải tán, và Liên đoàn Phát triển Chiến tranh Đặc biệt Hải quân được thành lập như là đơn vị kế thừa.

## Cơ cấu tổ chức

Tổng thống Obama và các thành viên nội các (cùng chú thích) theo dõi trực tiếp diễn biến của chiến dịch tiêu diệt Osama bin Laden, 2011.

DEVGRU thuộc biên chế của Bộ Tư lệnh Chiến tranh Đặc biệt Hải quân Hoa Kỳ (NAVSPECWARCOM) nhưng quyền kiểm soát tác chiến trực thuộc Bộ Tư lệnh Chiến dịch Đặc biệt Liên quân (JSOC). DEVGRU trong biên chế NAVSPECWARCOM tương đương cấp của một Liên đoàn Chiến tranh Đặc biệt Hải quân (Naval Special Warfare Group) trực thuộc NAVSPECWARCOM, với tư lệnh cấp Đại tá (bậc lương O-6). Theo báo cáo năm tài khóa 2014, DEVGRU có khoảng 1787 nhân viên, với 1342 nhân viên quân sư và 445 nhân viên dân sự, trong số nhân viên quân sự, 300 người là Biệt cách và 50-60 người là sĩ quan Biệt cách.
DEVGRU được chia thành các Đại đội Phát triển và Đánh giá Chiến thuật (Tactical Development and Evaluation Squadron, TACDEVRON) tương đương cấp của một Đội SEAL hay Đội Thuyền Đặc biệt, với mã số, màu, biểu tượng và biệt danh riêng:
- Đại đội Xanh (Blue Squadron): Công kích, biệt danh Hải tặc (Pirate)
- Đại đội Vàng (Gold Squadron): Công kích, biệt danh Kỵ sĩ (Knight), Thập tự quân (Crusader)
- Đại đội Đỏ (Red Squadron): Công kích, tham gia chiến dịch tiêu diệt Osama bin Laden, biệt danh Bộ lạc (Tribe), Người da đỏ (Redman)
- Đại đội Bạc (Silver Squadron): Công kích, thành lập 2008, dùng biểu tượng và nhân sự từ 3 Đại đội công kích khác
- Đại đội Đen (Black Squadron): Do thám, trinh sát, gián điệp, có cả nhân viên nữ để tạo vỏ bọc do thám
- Đại đội Xám (Gray Squadron): Vận tải, yểm trợ, biệt danh Viking. Được cho là đã giải thể và phân bổ thành đơn vị vận chuyển cho các Đại đội công kích.
- Đội Xanh Lục (Green Team): Xét tuyển và đào tạo

Mỗi Đại đội công kích được lãnh đạo bởi một Trung tá (O-5). Mỗi Đại đội được chia thành 3 trung đội (troop), mỗi trung đội được lãnh đạo bởi một Thiếu tá (O-4), và được cố vấn bởi một thường vụ, cấp bậc Thượng sĩ (E-9) hay Trung sĩ nhất (E-8). Một trung đội bao gồm các đội nhỏ hơn, với đội trưởng là Thượng sĩ (E-9) hay Trung sĩ nhất (E-8), cấp phó thường vụ là Trung sĩ nhất (E-8) hay Trung sĩ (E-7), và các thành viên khác từ cấp Trung sĩ (E-7) Hạ sĩ nhì (E-5), mỗi người có vai trò riêng. Các Đại đội được hỗ trợ bởi các chuyên viên viễn thông liên lạc, mật mã, công nghệ thông tin, rà phá bom mìn, quân khuyển, tình báo, hậu cần, phòng chống vũ khí hủy diệt hàng loạt và đôi khi là điều khiển không lưu và không kích từ Phi đội Tác chiến Đặc biệt 24 của Không quân Hoa Kỳ.

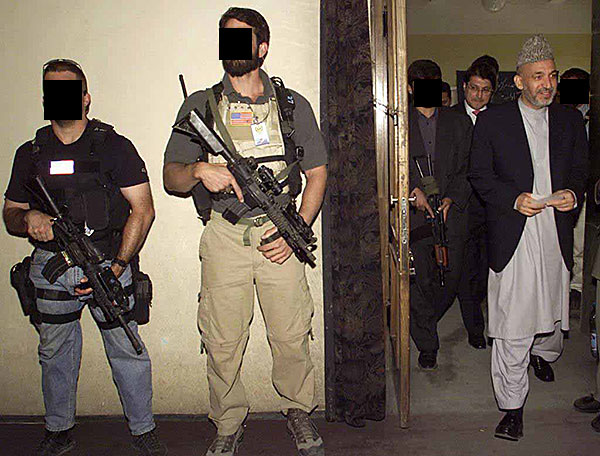
Vệ sĩ DEVGRU bảo vệ Tổng thống Afghanistan Hamid Karzai

### Tư lệnh
- 1980 - 1983: Trung tá Richard Marcinko
- 1983 - 1986: Trung tá Robert A. Gormly
- 1986 - 1988: Trung tá Thomas E. Murphy
- 1988 - 1990: Đại tá Richard TP Woolard
- 1990  -1992: Đại tá Ronald E. Yeaw
- 1992 - 1994: Đại tá Thomas G. Moser
- 1994 - 1997: Đại tá Eric T. Olson
- 1997 - 1999: Đại tá Albert M. Calland III
- 2001 - 2003: Đại tá Joseph D. Kernan
- 2003 - 2005: Đại tá Edward G. Winters III
- 2005 - 2007: Đại tá Scott P. Moore
- 2007 - 2009: Đại tá Brian L. Losey
- 2009 - 2011: Đại tá Perry F. Vanhooser
- 2011 - 2013: Đại tá Hugh W. Howard III
- 2013 - 2015: Đại tá Frank M. Bradley
- 2015 - 2017: Đại tá Jeromy B. Williams
- 2018 - 2020: Đại tá Matthew J. Bún

### Xét tuyển và đào tạo
Ứng viên DEVGRU được tuyển mộ thông qua việc nộp hồ sơ ứng tuyển và khóa huấn luyện "Green Team".

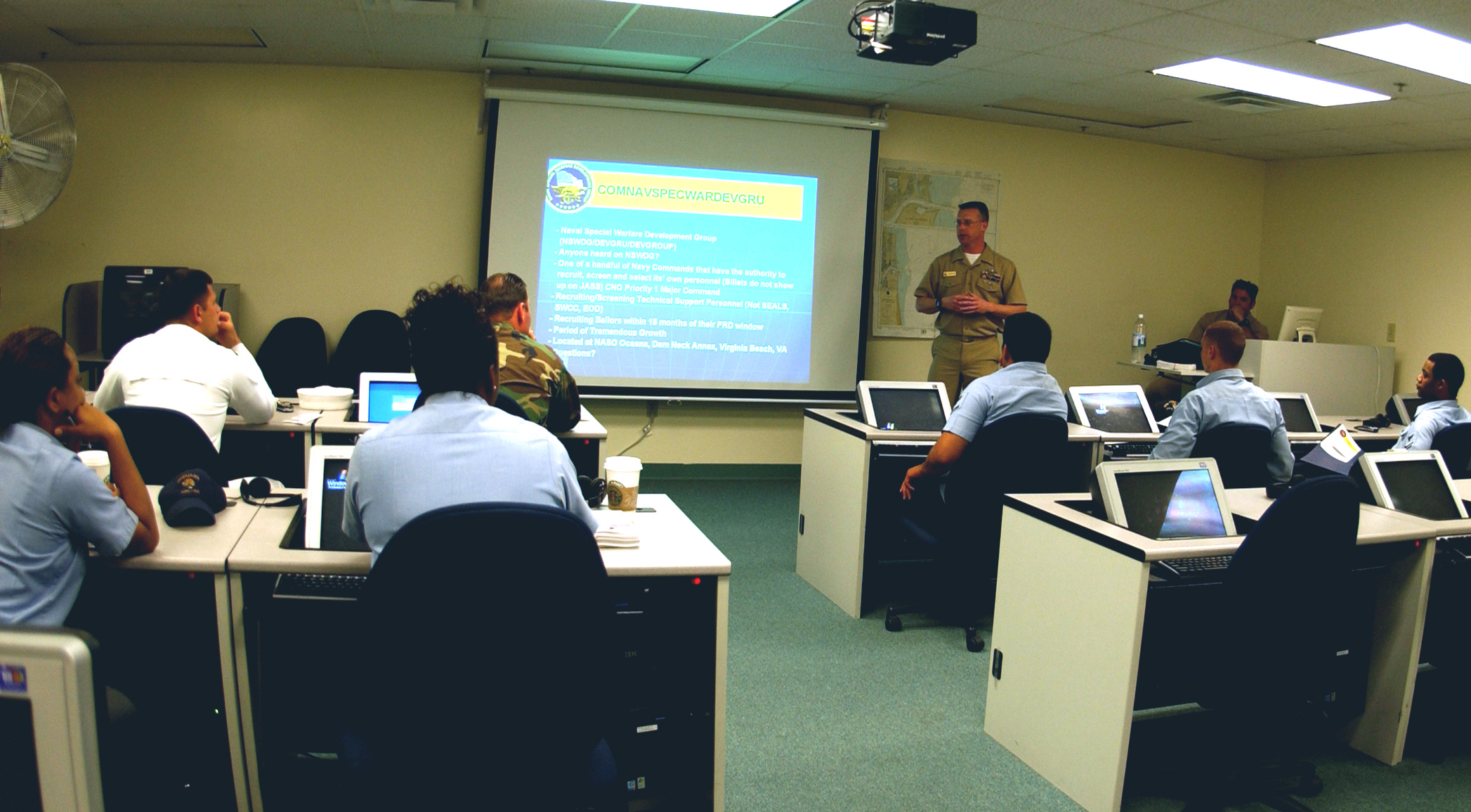
Quảng cáo tuyển mộ nhân viên hỗ trợ cho DEVGRU, 2007

Mọi ứng viên ứng tuyển vào DEVGRU đều đến từ Bộ Tư lệnh Chiến tranh Đặc biệt Hải quân Hoa Kỳ (United States Naval Special Warfare Command/NAVSPECWARCOM) hay trong Hải quân như các Biệt cách hải quân/người nhái SEAL từ các đội SEAL (SEAL Team) hay Đội Phương tiện Vận chuyển SEAL (SEAL Delivery Vehicle Team), thuyền viên chiến dịch đặc biệt (Special Warfare Combatant-craft Crewman) từ Đội Thuyền Đặc biệt (Special Boat Team, thuộc NAVSPECWARCOM), các công binh rà phá bom mìn (EOD) hay quân y thủy bộ trinh sát (Special Amphibious Reconnaissance Corpsman) Hải quân công tác tại các đơn vị trinh sát và biệt kích Thủy quân lục chiến. Sau khi nộp hồ sơ, thông tin cá nhân và ảnh của họ sẽ được dán trên tường ở hành lang tại tổng hành dinh DEVGRU để từng thành viên DEVGRU quyết định cho gia nhập đơn vị hay không.
Nếu ứng viên được chấp thuận, họ sẽ góp mặt vào khóa huấn luyện "Green Team" kéo dài hơn nửa năm, tương tự OTC của Delta và chỉ diễn ra một lần trong năm, nơi thường có 50% binh sĩ thất bại. DEVGRU được huấn luyện sâu hơn đơn vị bạn là Delta về các hoạt động tác chiến trên biển và bơi lặn do đặc thù của hải quân. Nội dung huấn luyện bao gồm chiến đấu trong môi trường đô thị, cận chiến trong nhà tập bắn, tiêu diệt mục tiêu khủng bố bằng súng ngắn và tiểu liên, huấn luyện nhiệm vụ công kích và lên kế hoạch tác chiến, điều phối, định hướng và phương án tiếp cận và rút đi, tác chiến môi trường băng tuyết, nhảy dù tầm cao, lái xe nâng cao, đánh chiếm các mục tiêu trên biên như giàn khoan dầu và giải cứu tàu bị cướp biển tấn công, leo núi, chiến đấu trên đất liền, bắn tỉa, bộc phá, kỹ năng sinh tồn, kỹ năng do thám và trinh sát, mở khóa xe và két. Các ứng viên phải thực hiện hết sức, và huấn luyện viên sẽ đánh giá các ứng viên trong suốt khóa huấn luyện Green Team. Sau khi Green Team kết thúc, các ứng viên được chọn sẽ gia nhập các Đại đội, còn các ứng viên không được chọn sẽ quay về đơn vị SEAL cũ.

## Trang bị
Danh sách này là các vũ khí đã được DEVGRU sử dụng, nhưng không phải là danh sách toàn bộ trang bị do tính chất bí mật của đơn vị
Carbines & PDW

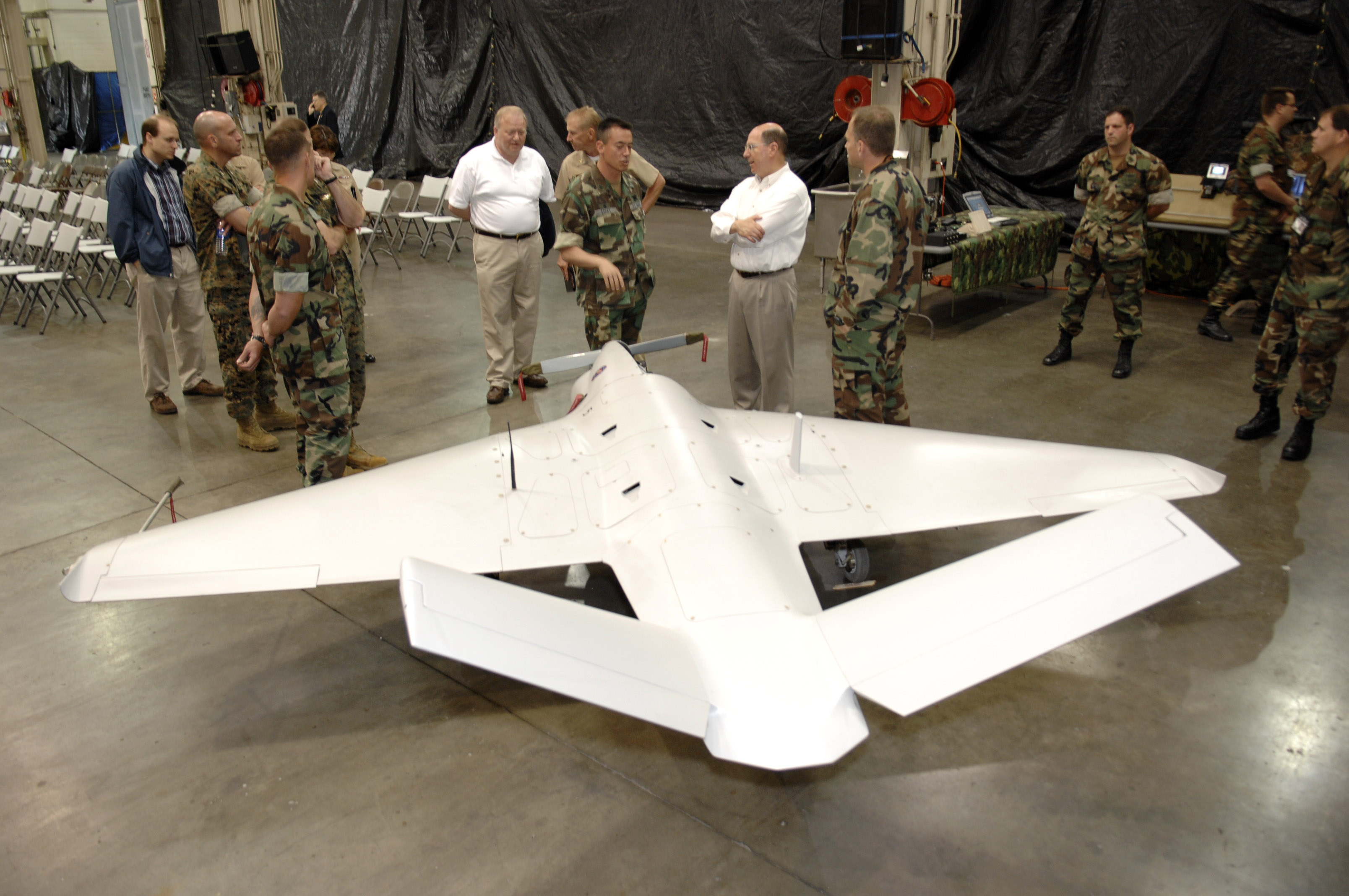
Bộ trưởng Hải quân Donald C. Winter xem máy bay không người lái Sentry HP trong chuyên thăm DEVGRU tại Dam Neck năm 2007.

- Heckler & Koch HK416 5.56x45mm (được tùy chỉnh với bộ phụ kiện SOPMOD như ống giảm thanh, báng, laser, đèn và tay nắm)
- Heckler & Koch MP7 4.6x30mm
- Colt Mk 18 CQBR 5.56x45mm
- M4A1 (nhiều nhà sản xuất) 5.56x45mm (ít được sử dụng)
- FN SCAR "Mk 17 Mod 0"

Súng trưởng bắn tỉa & chống vật liệu
- Colt Mk 12 SPR 5.56x45mm
- Knight's Armament Company SR-25 7.62x51mm
- Remington Model 700 "Mk 13 Mod. 5".300 Winchester Magnum
- McMillan Firearms TAC-338.338 Lapua
- McMillan TAC-50 "Mk 15 Mod. 0.50 BMG
- Barrett M107A1.50 BMG

Súng ngắn
- Heckler & Koch HK45 "Mk 24 Mod. 0".45 ACP
- SIG Sauer P226 "P226R Mk 25" 9x19mm
- Glock 19 9x19mm

Ngoài ra, DEVGRU còn sử dụng các loại shotgun, tên lửa, súng phóng lựu, kính nhìn đêm GPNVG-18, xe theo biên chế,

## Các thành viên đã công khai danh tính
- Robert Harward
- Frank Hoagland

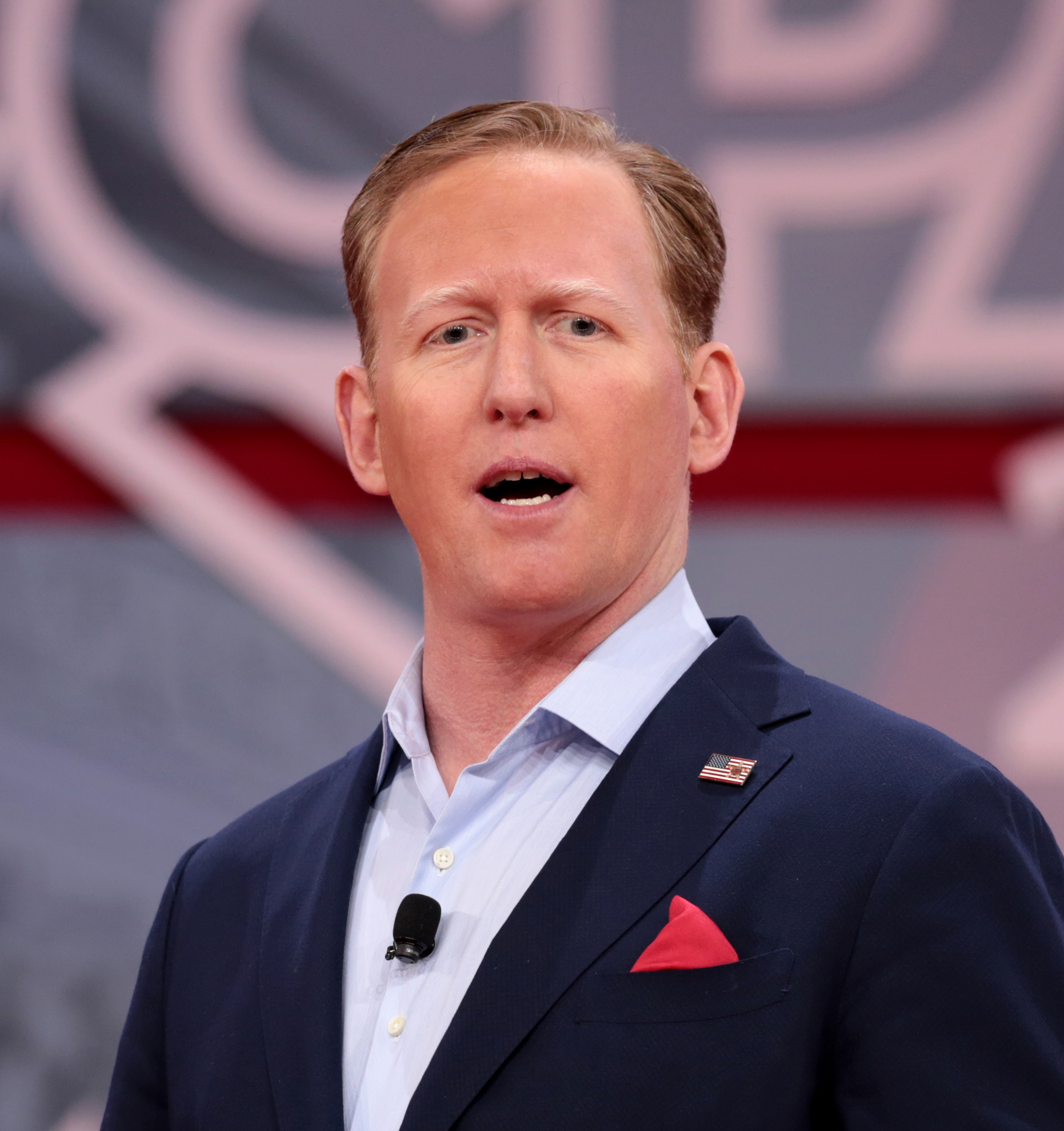
Trung sĩ nhất Biệt cách Robert O'Neill, cựu thành viên Đại đội Đỏ và Bạc, đã tuyên bố rằng chính mình đã bắn hạ Osama bin Laden

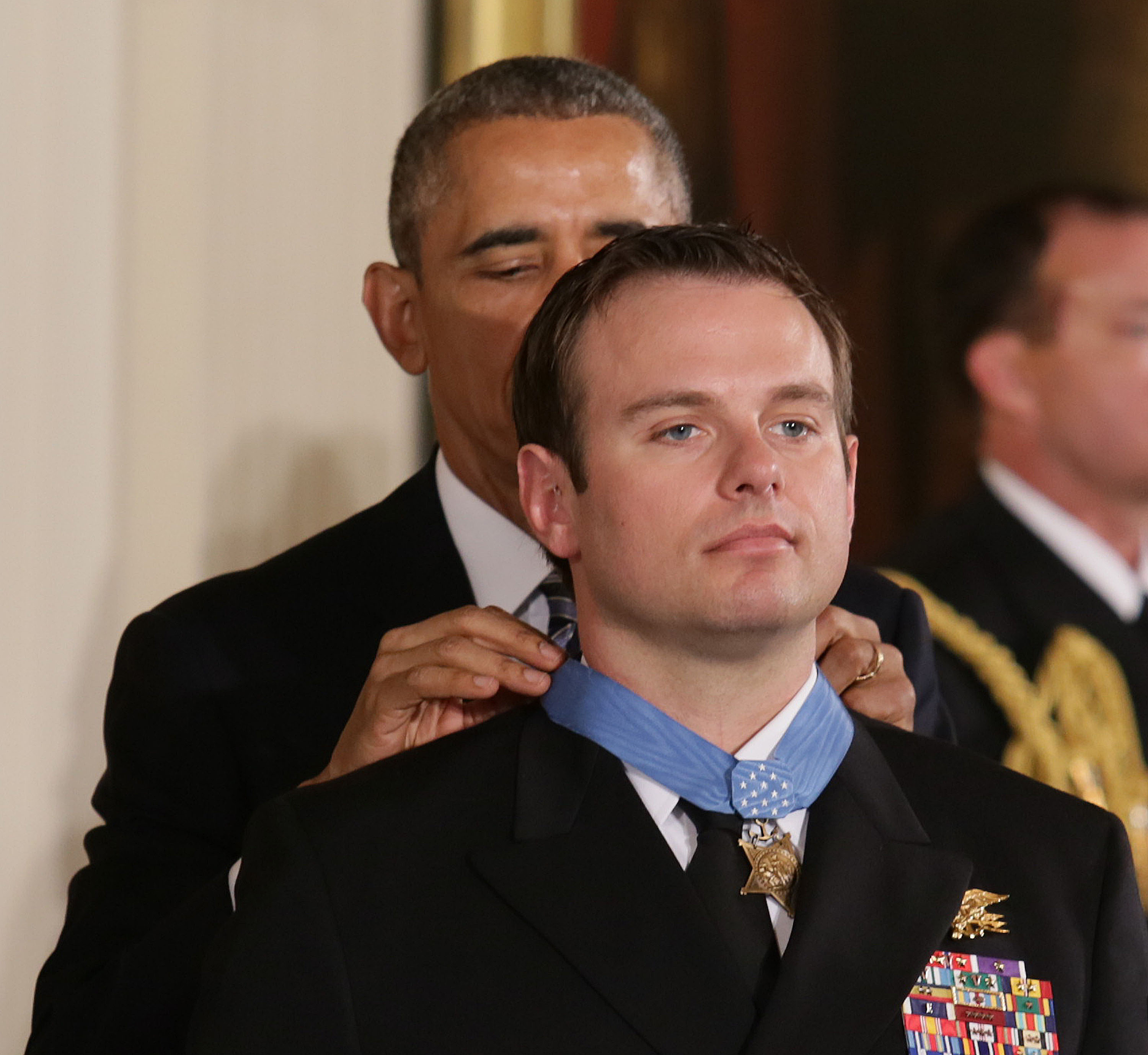
Edward C. Byers Jr. của Đại đội Xanh là Biệt cách DEVGRU đầu tiên được trao thưởng Huân chương Danh dự cho chiến công giải cứu con tin ngày 8/12/2012 ở Afghanistan khi đang công tác với Đại đội Vàng

- Robert J. O'Neill: Trung sĩ Nhất. Tham gia Hải quân năm 1996, BUD/S Khóa 208. Tham gia SEAL Đội 2, rồi SEAL Đội 4, và được điều động tới Liberia năm 2003. Gia nhập Đại đội Đỏ, DEVGRU năm 2004. Nhận rằng mình là một trong các lính bắn tỉa giải cứu thuyển trưởng Richard Phillips trong cuộc giải cứu tàu Maersk Alabama, và đã bắn hạ Osama bin Laden
- Matthew Bissonnette: Trung sĩ nhất. Tham gia Hải quân năm 1999, thủ khoa BUD/S Khóa 226 năm 1999. Tham gia SEAL Đội 5, được điều động tới Iraq năm 2003, 2004, và gia nhập Đại đội Đỏ, DEVGRU năm 2004. Nhận rằng mình là một trong các lính bắn tỉa giải cứu thuyển trưởng Richard Phillips trong cuộc giải cứu tàu Maersk Alabama, và là thành viên trong nhóm 3 người đột kích phòng ngủ của Osama bin Laden trong chiến dịch tiêu diệt trùm khủng bố. Là nhà sản xuất của bộ phim truyền hình SEAL Team.
- Charles "Chuck" Pfarrer
- Craig Sawyer
- Britt K. Slabinski: Thượng sĩ. Thành viên Đại đội Đỏ, tham gia trận Takur Ghar tháng 3 năm 2002 nhằm thu hồi thi thể Hạ sĩ Nhất Neil Roberts. Là thành viên DEVGRU được trao tặng Huân chương Danh dự, vào năm 2018. Chiến công này gây tranh cãi vì Đội của ông bị cho là đã bỏ mặc Biệt cách Kiểm soát không lưu Không quân John Chapman trên đỉnh Takur Ghar (Chapman cũng được truy tặng Huân chương Danh dự năm 2018)
- Tim Szymanski
- Michael E. Thornton

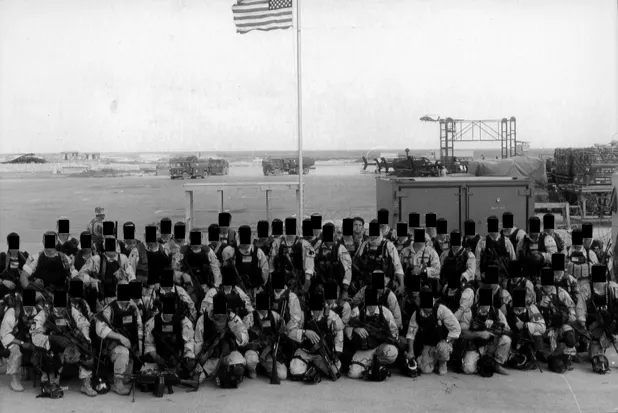
Đặc nhiệm DEVGRU. Người không bị bôi đen mặt là Howard E. Wasdin.

- Đặc nhiệm DEVGRU. Người không bị bôi đen mặt là Howard E. Wasdin.Howard E. Wasdin: Đại đội Đỏ, DEVGRU. Là lính bắn tỉa hỗ trợ trong trận Mogadishu 1993.
- Ryan Zinke
- Edward C. Byers Jr: Thượng sĩ. Thành viên Đại đội Xanh, là Biệt cách DEVGRU đầu tiên được trao thưởng Huân chương Danh dự cho chiến công giải cứu con tin ngày 18/12/2012 ở Afghanistan khi đang công tác với Đại đội Vàng
- Christopher T. Beck: Trung sĩ nhất. BUD/S khóa 179 năm 1991. Nổi tiếng vì từng là người nam chuyển giới nữ với tên Kristin Beck. Ông đã trở lại giới tính nam năm 2022.
- Will Chesney: Cựu thành viên Đại đội Đỏ, DEVGRU. Là người điều khiển quân khuyển Cairo.
- William H. McRaven: Đô đốc. BUD/S Khóa 95, 1978. Cựu Tư lệnh Bộ Tư lệnh Chiến dịch Đặc biệt Liên quân (JSOC) và Bộ Tư lệnh Chiến dịch Đặc biệt Hoa Kỳ (USSOCOM)
- Joseph Maguire: Phó Đô đốc. BUD/S Khóa 93, 1977. Cựu tư lệnh Bộ Tư lệnh Chiến tranh Đặc biệt Hải quân (NAVSPECWARCOM) và cựu Quyền Giám đốc Tình báo Quốc gia (Acting Director of National Intelligence)
- Andy Stumpf: Cựu binh SEAL Team 3 và DEVGRU. Tham gia cuộc giải cứu Jessica Lynch năm 2003.
- Clint Emerson
- Quân khuyển Cairo: Đại đội Đỏ, DEVGRU. Tham gia chiến dịch tiêu diệt trùm khủng bố bin Laden năm 2011.
- Alexander Krongard
- Colin J. Kilrain
- Timothy Szymanski
- Sean A. Pybus
- Kevin Holland
- Brett Morganti: Cựu binh Đại đội Đỏ. Được trao Huân chương Thập tự Hải quân (Navy Cross) cho chiến công trong trận Takur Ghar 2002.
- Stephen “Turbo” Toboz Jr.: BUD/S Khóa 185, 1992. Cựu binh SEAL Đội 8 và Đại đội Đỏ, DEVGRU. Tham gia trận Takur Ghar 2002.

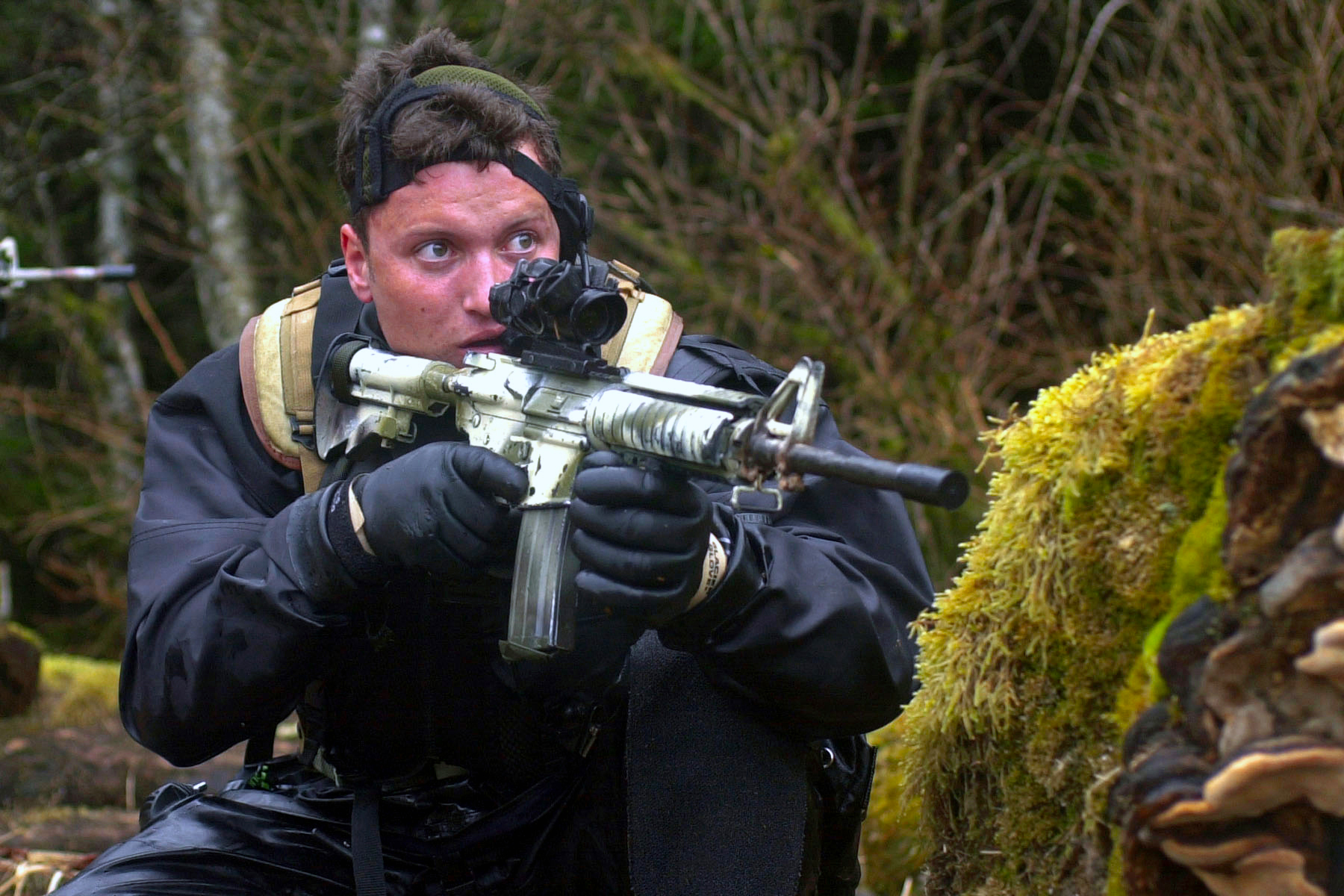
Matt Bissonnette, tên khác là Mark Owen, Trung sĩ Nhất Biệt cách, cựu thành viên Đại đội Đỏ DEVGRU, tuyên bố rằng mình ở trong nhóm những người đã bắn hạ Osama bin Laden. Trong hình là Matt Bissonnette trong cuộc tập trận Northern Edge năm 2001, khi ông ở đơn vị cũ là SEAL Đội 5.

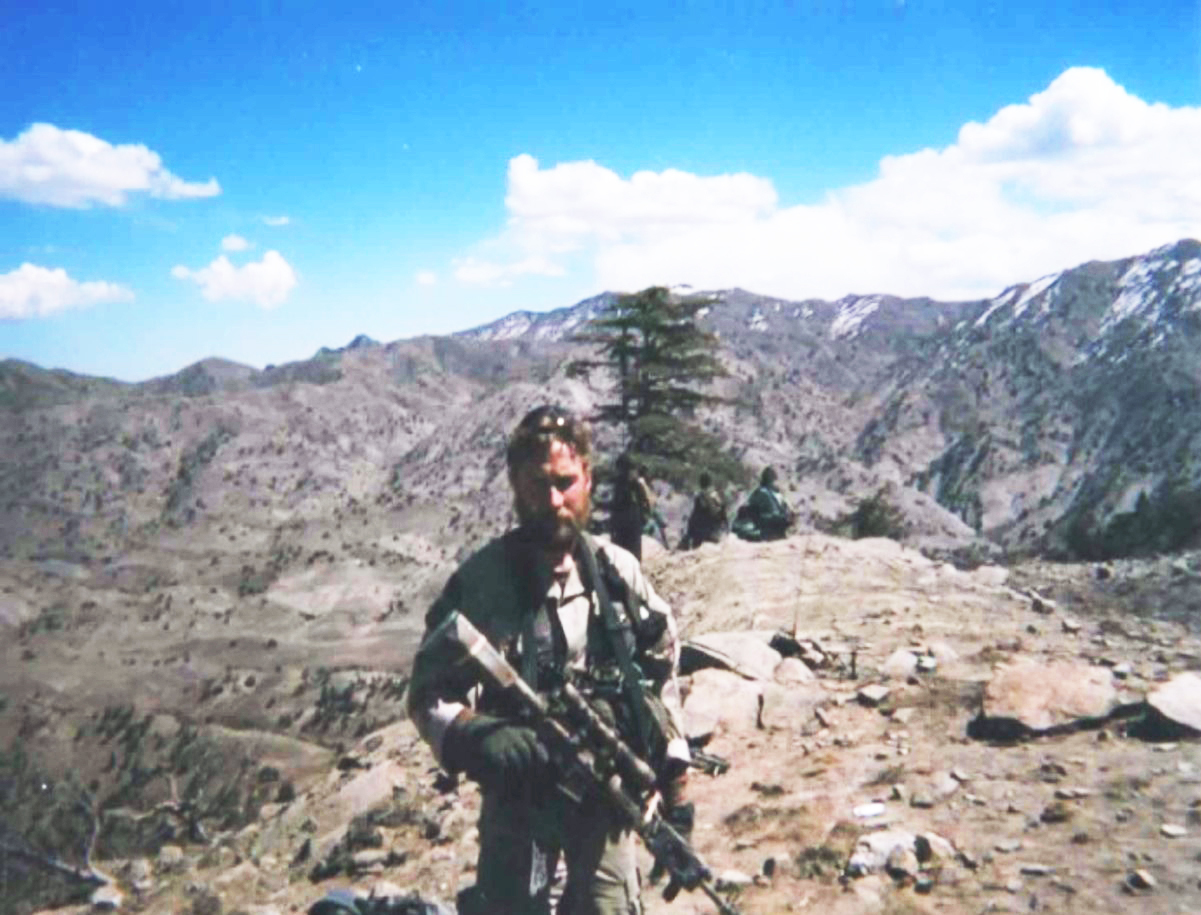
Thượng sĩ Britt Slabinski trên đỉnh Takur Ghar năm 2002.

### Các thành viên đã hy sinh[7][8]

#### Đại đội Xanh
- Chad Wilkinson
- Tyler Stimson
- Mark Carter
- David Tapper
- Thomas Valentine
- Joshua Harris
- John Marcum
- Jason Feiwald
- David Fegyo

#### Đại đội Vàng
- Michael Koch
- Nathan Hardy
- Luis Souffront
- Adam Brown
- Thomas Retzer
- Nicolas Checque
- William Owens

Những thành viên trên trực thăng CH-47D Chinook phiên hiệu "Extortion 17" bị bắn rơi ngày 6/8/2011 thung lũng Tangi, tỉnh Maidan Wardak, Afghanistan
- Darrick Benson
- Brian Bill
- Christopher Campbell
- Jared Day
- Quân khuyển Bart
- Aaron Vaughn
- Michael Strange
- Jon Tumilson
- Kraig Vickers
- Jason Workman
- John Faas
- Kevin Houston
- Jonas Kelsall
- Louis Langlais
- Matthew Mason
- Stephen Mills
- Nicholas Null
- Thomas Ratzlaff
- Robert Reeves
- Heath Robinson
- John Douangdara

#### Đại đội Đỏ
- Brad O'Neill
- Neil Roberts
- Quân khuyển Spike
- Lance Vaccaro
- Quân khuyển Remco
- Brett Shadle

#### Đại đội Bạc
- Sean Flynn
- Collin Thomas
- William Marston
- Kyle Milliken
- William Mulder

## DEVGRU trong văn hóa đại chúng
Từ sau sự kiện tiêu diệt bin Laden, DEVGRU nói riêng và cộng đồng SEAL Hải quân và NAVSPECWARCOM nói chung trở thành đề tài ăn khách trong văn hóa đại chúng, với nhiều bộ phim và sách về DEVGRU và SEAL được phát hành, với các cựu thành viên DEVGRU và SEAL trở thành tác giả sau khi giải ngũ.
Tuy nhiên, điều này cũng tạo tiếng xấu cho DEVGRU và SEAL, với công chúng và các thành viên, rằng DEVGRU và SEAL hám danh lợi mà bỏ quên nguyên tắc kín đáo về danh tính và hoạt động của đơn vị, đặc biệt trong kỷ nguyên internet.

### Phim và phim truyền hình
- Seal Team Six: The Raid on Osama Bin Laden (2012): Phim truyền hình 1 tập trên đài National Geographic về nhiệm vụ tiêu diệt Osama bin Laden
- Zero Dark Thirty (2012): Phim điện ảnh về cuộc truy lùng bin Laden của CIA và nhiệm vụ tiêu diệt trùm khủng bố
- Captain Phillips (2013): Phim điện ảnh do Tom Hanks đóng vai chính, kể lại vụ tàu chở hàng Maersk Alabama bị cướp biển Somali tấn công năm 2009. Thuyền trưởng Richard Phillips được giải cứu bới lính bắn tỉa DEVGRU, và những người này cũng là những người sẽ tham gia nhiệm vụ tiêu diệt bin Laden
- Six (2017): Phim truyền hình quân sự chính kịch trên đài History về cuộc sống đời thường và nhiệm vụ của các thành viên DEVGRU
- SEAL Team (2017): Phim truyền hình quân sự chính kịch trên đài CBS về cuộc sống đời thường và nhiệm vụ của các thành viên DEVGRU. Phim có sự cố vấn và tham gia của các cựu Biệt cách SEAL nói riêng và của quân đội Mỹ nói chung, được cố vấn và sản xuất bởi Matthew Bissonnette, thành viên trong nhiệm vụ tiêu diệt bin Laden.